# Zmagoslavje volje
Zmagoslavje volje (nemško Triumph des Willens) je dokumentarni propagandni film nemške filmske režiserke Leni Riefenstahl, ki dokumentira kongres nacistične stranke v Nürnbergu leta 1934. Predstavi posnetek uniformiranih članov stranke (a razmeroma malo nemških vojakov), ki korakajo in se urijo na klasične melodije. Film vsebuje izvlečke govorov več nacističnih voditeljev na kongresu, tudi dele govorov Adolfa Hitlerja. Hitler je film naročil in bil neformalni izvršni producent; njegovo ime se pojavi na začetku v zaslugah. Prevladujoča tema filma je vrnitev Nemčije kot velike moči s Hitlerjem kot nemškim mesijo, ki bo narodu prinesel slavo. Naslov je namigovanje na Nietzschevo zamisel volje do moči.
Zmagoslavje volje se je začelo predvajati 1935 in naglo postal eden najboljših primerov propagande v filmski zgodovini. Izboljšane tehnike Riefenstahlove kot so premikajoče se kamere, uporaba teleobjektivov za ustvarjanje izkrivljene perspektive, fotografiranje iz zraka in revolucionaren pristop do uporabe glasbe in kinomatografije, so Zmagoslavju prislužile priznanje kot enega največjih propagandnih filmov v zgodovini, kljub slavljenju nacističnega režima. Riefenstahlova je dobila nekaj nagrad ne le v Nemčiji, ampak tudi v Združenih državah Amerike, Franciji, na Švedskem in v drugih državah. Film je bil popularen v tretjem rajhu in drugod in je še naprej vplival na filme, dokumentarce in reklame vse do danes, kljub temu, da dviguje vprašanje razmejitvene črte med umetnostjo in moralnostjo.[1]
Riefenstahlovo so dolga desetletja po koncu Tretjega rajha povezovali z nacistično oblastjo, njeno najbolj znano delo pa je film Zmagoslavje volje (Triumph des Willens), za katerega je leta 1935 v Benetkah prejela zlato medaljo, dve leti kasneje pa še zlato medaljo na Svetovni razstavi v Parizu. Ob koncu II. svetovne vojne je to delo uničilo njeno kariero, saj so ga označili za propagandni film nacionalsocializma.
V Riefenstahlovi stvaritvi o kongresu nacionalsocialistov v Nürnbergu od 4. do 10. septembra 1934 vidimo predvojne inscenacije Hitlerjevih nürnberških govorov, ki so estetsko oplemeniteni z masovnimi marši, pokloni voditelju, ceremonijami ipd. Te estetsko sterilne prireditve, ki jih ornamentira uniformiran človeški material, so dejansko namenjene zgolj filmski reprodukciji Riefenstahlove. Film pa je bil deloma samorefleksiven - prikazoval je tudi stranske dogodke, priprave na ceremonije in Hitlerjeve govore ter tako poskušal skozi »napake«, ki so bile del inscenacije, voditelja postaviti v intimno sfero gledalca. Ljudstvo je ta film lahko gledalo v kinematografih, sam filmski trak pa se je pokazal kot zelo primeren tudi za televizijski prenos. Posnete »reči« v tem filmu postanejo simbolična ikonografija realnosti; ne gre za mimetično dokumentarnost filmskega medija, temveč za uporabo filmskega medija kot mašine za produciranje mita - s simulacijo in s tem z manipulacijo.
Monumentalni dokumentarec - priprave, Hitlerjev prihod, procesije, baklade, trobente, orjaške svastike, histerične množice in govore je skoreografirala v mistični, ekstatični, wagnerjanski spektakel, v katerem sta si usta in srce podajala Führer in Volk, nacionalizem in kult osebnosti, Usoda in njen demagoški demon, heroj. Nacizem je povzdignila v estetski objekt, bolje rečeno - film je bil tako dober in tako lep in tako sugestiven in tako hipnotičen, da je Hitler z njim zlahka dobil vse psihološke, ideološke in propagandne vojne. Le zakaj ne - posnela ga je na njegovo željo.

## Zgodba
Zmagoslavje volje so opisovali kot »od nacistov, za naciste in o nacistih«.[2] Film se začne s predgovorom, ki je edini komentar v filmu. Na kamniti steni se pojavi sledeče besedilo: 5. septembra 1934, ... 20 let po izbruhu Svetovne vojne ... 16 let po začetku našega trpljenja ... 19 mesecev po začetku nemške renesance ... je Adolf Hitler ponovno priletel v Nürnberg na pregled kolon svojih zvestih pristašev...
'1. dan':: Film se začne s posnetkom oblakov nad mestom in se nato pomakne do zbirajoče gmote spodaj ter s tem portretira lepoto in veličino prizora. Vidi se senca Hitlerjevega letala, ko leti mimo drobnih korakajočih postav spodaj[3], z glasbeno spremljavo Die Meistersinger von Nürnberg Richarda Wagnerja, ki počasi preide v Horst Wessel Lied. Ob prihodu na Nürnberško letališče se na viharen aplavz in vzklikajočo množico prikaže Hitler iz svojega letala. Nato ga skozi enako navdušeno množico peljejo v Nürnberg do njegovega hotela, kjer je kasneje zborovanje.
'2. dan': Drugi dan se začne z montažo posnetka obiskovalcev, ki se pripravljajo na začetek kongresa nacistične stranke in nato posnetek najvišjih nacističnih uradnikov, ki prihajajo na Luitpold Arena. Film nato preskoči na odprtje ceremonije, kjer Rudolf Hess naznani začetek kongresa. Kamera predstavi precej nacistične hierarhije in pokaže njihove odpiralne govore, med drugim Josepha Goebbelsa, Alfreda Rosenberga, Hansa Franka, Fritza Todta, Roberta Leya in Juliusa Streicherja. Film zatem preskoči na zunanje zborovanje Nemške delavske fronte (nemško Reichsarbeitdienst), ki je prvotno niz izmišljenih vojaških vadb mož, ki nosijo lopate. Hitler ima tukaj tudi prvi govor o zaslugah »Nemške delavske fronte« in jih pohvali za njihovo delo pri ponovni izgradnji Nemčije. Dan se konča s parado SA (nemško Sturmabteilung, jurišni odredi) z baklami.
'3. dan': Tretji dan se začne z zborovanjem Hitlerjeve mladine na paradnih tleh. Kamera ponovno pokaže prihod nacističnih dostojanstvenikov in Hitlerjev uvod Baldurja von Schiracha. Nato Hitler naslovi »mladino« in v vojaških izrazih opisuje kako se morajo utrditi in pripraviti na žrtvovanje. Vsi prisotni se zberejo za vojaški mimohod in pregled Wehrmachtove konjenice in raznih oklepnih vozil. Tisto noč ima Hitler še en govor z baklami nižje rangiranim partijskim uradnikom v spomin prve obletnice nacističnega prevzema oblasti in oznani, da sta partija in država ena entiteta.
'4. dan': Četrti dan je vrhunec filma, kjer je prikazano največ znamenite metaforike. Hitler, s Heinrichom Himmlerjem in Victorjem Lutzem ob boku, hodi skozi dolgo široko prostranost z več kot 150.000 pripadniki SA in SS, ki stojijo v stanju »pozor«, da bi položil venec v spomin I. svetovne vojne. Hitler nato pregleda paradirajoče može SA in SS, z Lutzem pa imata govor, kjer razpravljata o čistki SA (noč dolgih nožev), ki se je zgodila nekaj mesecev prej. Lutze znova potrdi zvestobo SA režimu in Hitler oprosti SA vseh zločinov, ki jih je storil Ernst Röhm. Z dotikanjem »krvave zastave« (nemško Blutfahne) so zastave nove stranke posvečene (isto blago je nosila zastava padlih nacistov med pučem (nemško Hitler-Ludendorff-Putsch), Hitler pa ima po zaključni povorki pred Nürnberško Frauenkirche še sklepni govor. V njem znova potrdi prvenstvo nacistične partije v Nemčiji z izjavljanjem: »Vsi vdani Nemci bodo postali nacionalsocialisti. Samo najboljši nacionalsocialisti so partijski tovariši!« Hess potem vodi zbrano množico v zaključnem Sieg Heil pozdravu Hitlerja in s tem zaznamuje konec partijskega kongresa. Film pojema v črno, ko celotna množica zapoje Horst Wessel Lied.

## Izvor
Kmalu zatem, ko je prišel na oblast, me je Hitler poklical na obisk in razložil, da želi film o partijskem kongresu in želel je, da ga naredim jaz. Moja prva reakcija je bila, da ne vem ničesar o delovanju take stvari ali organizaciji Partije, tako da bi očitno fotografirala vse napačne stvari in nikomur ustregla – tudi če predpostavljamo, da bi lahko naredila dokumentarec, ki ga še nikoli nisem. Hitler je odgovoril, da je točno to razlog, zakaj bi rad, da ga naredim: ker bi vsak, ki je vedel vse o relativni pomembnosti različnih ljudi in skupin in tako naprej, lahko naredil film, ki bi bil pedantno natančen, ampak to ni bilo tisto, kar je hotel. Hotel je film, ki prikazuje kongres skozi oči nestrokovnjaka, ki bi izbral le tisto, kar je umetniško najbolj zadovoljujoče – v mejah spektakla, bi lahko rekli. Želel je film, ki bi se premikal, ugajal, naredil vtis na občinstvo, ki ni nujno zainteresirano za politiko.— Leni Riefenstahl[4]
Leni Riefenstahl, popularna nemška igralka, je režisirala svoj prvi film leta 1932 z naslovom Das Blaue Licht (Modra luč). Takrat je Hitlerja prvič slišala govoriti na nacističnem zborovanju in je, na njeno lastno priznanje, nanjo naredil vtis. Kasneje se je z njim nekaj let dopisovala. Obratno je na Hitlerja naredila enak vtis z Das Blaue Licht in leta 1933 jo je prosil, da režira film o letnem nacističnem zborovanju v Nürnbergu. Nacisti so nedavno tega prevzeli oblast med obdobjem politične nestabilnosti (Hitler je bil četrti kancler Nemčije v manj kot letu) in so pri veliko Nemcih, kot tudi na svetu, veljali za uganko.
Leni Riefenstahl je bila najprej nenaklonjena, ne zaradi moralnih pomislekov, temveč zato, ker je želela še naprej ustvarjati celovečerne filme. Hitler je vztrajal in Riefenstahlova se je končno strinjala, da bo posnela film z naslovom Der Sieg das Glaubens (Zmaga vere) na nürnberškem zborovanju leta 1933. Vendar je imel film številne tehnične težave, vključno s pomanjkanjem priprav (Riefenstahlova je poročala, da je imela le nekaj dni) in Hitlerjevim očitnim nelagodjem med snemanjem. Da bi stvar še poslabšali, se je morala Riefenstahlova ukvarjati z ruvanjem s strankarskimi uradniki, posebno z Josephom Goebbelsom, ki je hotel, da film izda Ministrstvo za propagando. Čeprav se je film očitno dobro odrezal pri blagajni kinematografov, je kasneje postal prava sramota za naciste potem ko je bil Ernst Röhm, vodja SA, ki je imel izrazito vlogo v filmu, umorjen v »noči dolgih nožev«.
Leta 1934 ni imela Riefenstahlova nobene želje po ponovitvi neuspeha Siega in je najprej priporočila kolega režiserja Walterja Ruttmanna. Ruttmannov film, ki je pokril vzpon nacistične partije od leta 1923 do leta 1934 in je bil preveč propagandističen (uvodno besedilo v Zmagoslavju je njegovo), Hitlerju ni bil pri srcu. Ponovno je vprašal Riefenstahlovo, ki je končno popustila (še vedno poteka diskusija, kako voljna je bila), ko ji je Hitler zagotovil svojo osebno podporo in obljubil, da bo preprečil drugim nacističnim organizacijam, posebno Ministrstvu za propagando, vmešavanje v njen film.

## Snemanje
Za razliko od Zmaga vere (Der Sieg das Glaubens), je Riefenstahlova snemala Zmagoslavje volje z velikim proračunom, obširnimi pripravami in nujno potrebno pomočjo nacistov visokega čina kot je Goebbels. Kot je izjavila Susan Sontag, »Zborovanje ni bilo načrtovano le kot pompozen množičen shod, ampak kot senzacionalen propagandni film«.[5] Albert Speer, Hitlerjev osebni arhitekt, je zasnoval prizorišče v Nürnbergu in koordiniral večji del prireditve.[3] Riefenstahlova je imela za takratni standard pretirano veliko filmsko ekipo. V njej je bilo 172 ljudi, vključno z desetimi tehniki, 36 kamermani in asistenti (ki so delali v 16 ekipah s 30 kamerami), 9 zračnih fotografov, 17 mož iz filmskih tednikov, 12 ekip iz filmskih tednikov, 17 mož za razsvetljavo, 2 fotografa, 26 voznikov, 37 varnostnikov, 4 delavci Nemške delavske fronte in 2 pisarniška asistenta. Veliko njenih kamermanov se je oblačilo v uniforme SA, da niso bili opazni v množici.[6]
V Zmagoslavju so uporabili prenovljene tehnike snemanja kot so premikajoče se kamere, vključno z eno pritrjeno na velikanski zastavni drog dvigala za govorčevim odrom, in drugo na Hitlerjev osebni Mercedes (ta je zahtevala številna snemanja, zato da kamerman ne bi bil posnet). Zmagoslavje je predstavil tudi uporabo telefoto leč za ustvarjanje izkrivljene perspektive. Da bi ujela še ostale zorne kote, je morala Riefenstahlova izkopati jame pod govorčevimi odri, položiti tirnice za snemanje v gibanju in fotografirati iz zraka iz več letal in majhnega zrakoplova.[6] Veliko je bilo bližnjih posnetkov množice, ki je gledala in poslušala Hitlerja in Hitlerjevih poz snemanih iz nižjega zornega kota, kar ga je prikazalo kot junaškega. Razen predgovora Riefenstahlova ni uporabila nobenega govornega uredniškega komentarja v Zmagoslavju, saj je raje poudarjala s hitrimi montiranimi izrezi, s sestavljanjem filmskih scen in z glasbo. Skozi ves film je uporabljala tudi »real sound« (»pravi zvok«).[7] Filmska glasba je bila po naravi Wagnerjeva (večina glasbe je bila neposredna reprodukcija Wagnerjevih oper) in z modifikacijami Riefenstahlove je ustvarjala vročekrvno in živahno vzdušje, ki se je večkrat tik pred Hitlerjevim govorom razvilo v občutek blaznosti.[5]
New York Times je izjavil, da je trajalo skoraj dve leti, da so zmontirali končno različico iz 250 milj (400 km) neobdelanih posnetkov.[7] A ta časovni okvir je nekoliko nepraktičen, saj je bilo med zborovanjem septembra 1934 in premiero marca 1935 le 200 dni. Riefenstahlova je imela težko nalogo skrajševanja ocenjenih 61 ur v 2 uri.[6] Trudila se je, da bi film čim prej končala in šla je celo tako daleč, da je spala v montažni sobi, napolnjeni s sto tisoči metrov filmskih posnetkov.[8]

## Motivi
»Zmagoslavje volje je izvrstna ponazoritev nacistične politične vere v filmski obliki. Njegov umetniški čut, okrepljen z veličino in močjo okrasa Nürnberga je osnovan, da nas pomete v empatično idetifikacijo s Hitlerjem kot neke vrste človeškega božanstva. Spektakularen prizor reda, složnosti in vdanosti Führerju močno izraža sporočilo, da je bilo nacistično gibanje živi simbol prerojenega nemškega naroda.«—profesor Robert Wistrich[4]
- Vera: »Jutranje odpiralno srečanje ... je bilo več kot čudovita predstava, imelo je nekaj mistike in verske gorečnosti velikonočne ali božične maše v veliki gotski katedrali.«—novinar William Shirer[16]

Vera je osrednji motiv v Zmagoslavju. Film vsebuje veliko prizorov zvonjenja cerkvenih zvonov, posameznikov v stanju bližine verski gorečnosti, kot tudi pomemben posnetek rajškega škofa Ludwiga Müllerja, ki stoji v svojih oblačilih med nacisti visokega čina. Prizor, kjer se kamera pomika čez vrste in vrste šotorov postavljenih za zborovanje, spomni na verska romanja kot je hadž (romanje v Meko v islamu). Verjetno ni naključje, da je zaključna povorka v filmu pred nürnberško Frauenkirche. Hitler v zaključnem govoru v filmu tudi neposredno primerja nacistično stranko s svetim redom in posvetitev novih strankarskih zastav, ko jih Hitler dotakne »krvave zastave«, ima jasne verske prizvoke. Hitler sam je od začetka prikazan v stilu mesije, kjer se spusti kot Odin (vrhovni bog v nordijski mitologiji) iz oblakov, do njegove vožnje skozi Nürnberg, kjer se celo mačka ustavi, da bi ga gledala, do veliko prizorov, kjer bo – stoječ na svojem odru – izdal povelje sto tisočim privržencem in občinstvo bo privolilo v enoglasje. Frank Tomasulo pojasni, da je v Zmagoslavju »Hitler ulit kot pravi nemški mesija, ki bo rešil narod, če bodo meščani le položili svojo usodo v njegove roke.«[9]
- Oblast: »Naša volja je, da ta država vztraja še tisoč let.« -- Hitler

Tretji rajh ni videla podob vojaške oblasti in moči od konca I. svetovne vojne in ogromne tvobre ljudi so spomnile občinstvo, da je Tretji rajh spet postajala pomembna sila. Čeprav so možje nosili lopate, so z njimi ravnali kot da so puške. Orli in svastike so bili videti kot spomin na antične rimske legije.[17] Velika množica dobro izurjenih članov partije je bila videti v bolj zlovešči svetlobi kot svarilo vsakemu, ki bi hotel kljubovati režimu. Hitlerjev prihod na letalo bi moral biti tudi razumljen v tem kontekstu. Po mnenju Kennetha Poferla, »je bilo v 1930-ih letenje v letalu razkošje poznano le izbrancem, a Hitler je sebe naredil široko povezanega s to prakso in bil je prvi politik, ki je delal propagando s potovanji po zraku. Uspeh je ojačal to podobo in ga, s prikazovanjem kot edinega, ki je prispel v letalu in prejel osebno dobrodošlico množice, označil za prvega moža gibanja. Hitlerjevi govori SA so vsebovali tudi nakazano grožnjo: če je lahko ubil Röhma – v filmu poveljnika sto tisočev čet – je bilo logično domnevati, da bi Hitler ostal nekaznovan, če bi usmrtil kogar koli.[3]
- Sloga: »Hitler je partija, Hitler je Nemčija, Nemčija je Hitler.« -- Hess

Zmagoslavje ima veliko prizorov, ki zabrišejo razliko med nacistično partijo, nemško državo in nemškimi ljudmi. So prizori, kjer Nemci v kmečkih nošah in drugih tradicionalnih oblačilih pozdravljajo Hitlerja. Procesije z baklami, čeprav jih zdaj mnogi povezujejo z nacisti, spominjajo opazovalca na srednjeveško karnevalsko praznovanje. Stara zastava cesarske Nemčije je večkrat prikazana v letu ob boku svastike in na slovesnosti Hitler izkaže spoštovanje vojakom, ki so umrli v I. svetovni vojni (kot tudi predsedniku Paulu von Hindenburgu, ki je umrl mesec pred zborovanjem). Prikazan je tudi prizor, kjer pripadniki Nemške delavske fronte posamezno vzklikajo iz katerega kraja so, spominjajoč gledalce, da se je nacistična partija razširila iz svoje trdnjave na Bavarskem, da bi postala vsenemško gibanje.

## Odziv
Premiera Zmagoslavje volje je bila 28. marca 1935 v Ufa Palace Theatru v Berlinu in film je bil takojšen uspeh. V dveh mesecih je zaslužil 815,000 Reichsmark in UFA ga je ocenila kot enega od treh najdonosnejših filmov tistega leta.[3] Hitler je film hvalil kot »edinstveno slavljenje moči in lepote našega gibanja«. Riefenstahlova je bila za svoj trud nagrajena z nemško filmsko nagrado (Deutscher Filmpreis), zlato medaljo na beneškem bienalu leta 1935 in z Grand Prix leta 1937 na Svetovni razstavi v Parizu.[9] Vendar je bilo nekaj trditev, da je imel film učinek na pritok množice »spreobrnjencev« k fašizmu in nacisti očitno niso vložili resnega truda v promocijo filma izven Nemčije. Filmski zgodovinar Richard Taylor je tudi izjavil, da Zmagoslavje na splošno ni bil uporabljen za propagandne namene v tretjem rajhu[10], čeprav Roy Frumkes kaže na nasprotno, saj je bil film na sporedu vsako leto v vseh nemških gledališčih do leta 1945.[8]
Sprejem v drugih državah ni bil tako navdušen.[3] Britanski dokumentarist Paul Rotha ga je imenoval za nezanimivega, medtem ko so bili ostali odvrnjeni zaradi njegovih pronacističnih nazorov. Med II. svetovno vojno je Frank Capra naredil neposreden odziv imenovan »Zakaj se borimo« (Why We Fight), serijo fimskih tednikov, ki jih je naročila vlada ZDA, ki je združila posnetek Zmagoslavje volje, a ga miselno drugače povezala, tako da je zagovarjal zaveznike. Capra je kasneje opozoril, da Zmagoslavje »ni ustrelilo s puško, spustilo nobene bombe. A kot psihološko orožje, namerjeno v uničenje volje po upiranju, je bil ravno tako smrtonosen«.[11] Izrezki iz Zmagoslavja so bili uporabljeni tudi v kratkem propagandnem filmu zaveznikov, imenovanem Prevzemi generala Adolfa (General Adolph Takes Over), postavljenem v britansko plesno melodijo »The Lambeth Walk«. Legije korakajočih vojakov, kot tudi Hitler, ki pozdravlja v nacističnem pozdravu, so izgledale kot bežeče lutke, ki plešejo na glasbo.
Eden najboljših načinov ovrednotenja odziva na Zmagoslavje je bila takojšnja in dolgotrajna mednarodna slava, ki jo je dobila Riefenstahlova. The Economist je navedel, da je »potrdil njen ugled kot največje ženske režiserke dvajsetega stoletja«.[12] Za režiserko, ki je posnela osem filmov, od katerih sta bila le dva veliko predvajana izven Nemčije, je imela Riefenstahlova nenavadno visoko prepoznavnost imena, ki jo je večinoma ustvaril Zmagoslavje, za preostanek njenega življenja. Vendar je bila njena kariera tudi trajno poškodovana zaradi te zveze. Po vojni je bila za štiri leta zaprta pri zaveznikih zaradi domnevnega simpatiziranja z nacisti in je bila trajno na črni listi filmske industrije. Ko je umrla leta 2003, 68 let po njegovi premieri, je njena osmrtnica dobila pomembno mesto v veliko važnejših publikacijah – vključno z Associated Press,[13] Wall Street Journal,[14] New York Times[7] in The Guardian[15] – večina katerih je znova potrdila pomembnost Zmagoslavja.

## Polemika
Kot Rojstvo naroda (The Birth of a Nation), je bil tudi Zmagoslavje volje ocenjen kot uporaba spektakularnega snemanja za promoviranje pošastnega ideala. V Nemčiji je bil ta film klasificiran kot nacionalistična propaganda in njegovo prikazovanje je omejeno s povojnimi zakoni odprave nacizma, a je lahko prikazan v izobraževalnem kontekstu. V svoji obrambi je Riefenstahlova trdila, da je bila naivna glede nacistov, ko ga je naredila in da ni vedela za Hitlerjevo genocidno politiko. Opozorila je tudi na to, da Zmagoslavje ne vsebuje »niti ene antisemitske besede,« [13]čeprav vsebuje prikrit komentar Juliusa Streicherja, da »bodo ljudje, ki ne ščitijo svoje rasne čistosti, umrli«. Vendar je Roger Ebert pripomnil, da »ravno odsotnost antisemitizma v Zmagoslavju volje izgleda kot preračunavanje; izključevanje osrednjega motiva skoraj vseh Hitlerjevih govorov je morala biti namerna odločitev, da bi naredili film bolj učinkovit kot propaganda«.[1]
Riefenstahlova se je tudi večkrat branila pred obtoževanjem, da je nacistična propagandistka z izjavljanjem, da se Zmagoslavje osredotoča na podobe bolj kot na ideje in bi zato moral biti gledan kot Gesamtkunstwerk (čista umetnina). Leta 1964 se je vrnila na temo z izjavljanjem:
»Če gledaš film danes, se prepričaš, da ne vsebuje niti enega rekonstruiranega prizorišča. Vse v njem je resnično. In ne vsebuje nobenega pristranskega komentarja. Je zgodovina. Pravi zgodovinski film... je filmska resnica. Odseva resnico, ki je bila takrat leta 1934, zgodovino. Zato je dokumentarec. Ne propaganda film. Oh! Zelo dobro vem, kaj je propaganda. Vsebuje poustvarjene dogodke, da ponazori tezo ali da ne glede na dejanske dogodke opusti eno stvar, da bi poudarila drugo. Sebe sem našla, sebe, v srcu dogodka, ki je bil resničnost v nekem času in kraju. Moj film je sestavljen iz tega, kar je izviralo od tam.«[5]
Vseeno je bila Riefenstahlova aktivna udeleženka v zborovanju, čeprav je v poznejših letih zelo zmanjšala svoj vpliv s trditvami, da »sem le opazovala in poskusila dobro posneti. Ideja, da sem pomagala pri njegovem načrtovanju, je popoln absurd«. Filmski kritik Roy Frumkes je Zmagoslavje imenoval »antiteza objektivnega dela« in predlagal, da zaradi posebnih ugodnosti, ki jih je prejemala Riefenstahlova (eno prizorišče je prikazovalo rekviriranje zračnih žarometov iz Luftwaffe – vojnega letalstva) in ker »so praktično vsi kamerski in laboratorijski posebni učinki, ki so jih takrat poznali spremenili film«, je ta lahko označen kot karkoli, le kot dokumentarec ne.[8] Tudi Ebert se ne strinja, saj pravi, da je Zmagoslavje »po splošnem mnenju [eden] najboljših dokumentarcev, ki so jih kdaj naredili,« a dodal je, da ker odseva ideologijo gibanja, ki jo mnogi smatrajo za zlo, »[se postavi] klasično vprašanje spornosti med umetnostjo in moralnostjo: Obstaja čista umetnost ali se vsaka umetnost politično opredeli?«[1]

### Negodovanje v Wehrmachtu
Do prve polemike zoper Zmagoslavja je prišlo še pred njegovo premiero, ko je nekaj generalov v Wehrmachtu protestiralo zaradi minimalne vojaške navzočnosti v filmu. Le en prizor, pregled nemške konjenice, je pravzaprav vključeval nemško vojsko. Ostale tvorbe so bile partijske organizacije, ki niso bile del vojske. Hitler je sam predlagal »umetniški« kompromis, da naj bi se Zmagoslavje začelo s počasnim snemanjem vrste »prezrtih« generalov (in pomiritvijo njihovih egov). Glede na svoje pričevanje je Leni Riefenstahl zavrnila njegov predlog in vztrajala na obdrževanju umetniške kontrole v Zmagoslavju volje. Strinjala se je, da se bo vrnila k zborovanju, ki je bilo leta 1935 in posnela film izključno o Wehrmachtu, ki je postal Tag der Freiheit.[18]

## Vplivi in zapuščina
Po mnenju zgodovinarja Philipa Gavina »zapuščina Zmagoslavja živi naprej v številnih televizijskih dokumentarcih o nacističnem obdobju, kjer predvajajo izseke filma... [Njegova] najvzdržljivejša in najnevarnejša iluzija je, da je bila nacistična Nemčija nadvse organizirana država, da je bila sicer zla, vendar kljub temu vredna občudovanja.«[16] Gavin verjame, da je bila realnost nacizma kot neorganizirane in birokratske zmešnjave zasenčena v Zmagoslavju volje z mogočnimi podobami združenega fašističnega gibanja. Nicholas Reeves pritrdi in doda, da mnogo od večine trajnih podob tretjega rajha in Hitlerja izvira iz filma Riefenstahlove.«[3]
Zmagoslavje volje preučujejo tudi mnogi sodobni umetniki (na svoji poroki je Mick Jagger Riefenstahlovi povedal, da ga je videl vsaj petnajstkrat), vključno s filmskim režiserjem Petrom Jacksonom, Georgom Lucasom in Ridleyjem Scottom. Prvi znani film, ki je uporabil metaforiko Zmagoslavja, je bil Veliki diktator (The Great Dictator) Charlija Chaplina, ki je bil, ironično, parodija nacizma. Tudi prizori iz filma so bili imitirani v poznejših filmih, najbolj slavno v IV. delu epizode Vojne zvezd: Novo upanje (kot tudi v drugih filmih Vojne zvezd). Drugi filmi, v katerih so uporabljeni metaforika Zmagoslavja ali prizori iz njega so Državljan Kane, Peklenska pomaranča, Gladiator, Heroj, Gospodar prstanov, Levji kralj, Rihard III., Rdeča zora, Spartak in Vesoljski bojevniki. Film Empty Mirror celo prikaže nekaj prizorov iz Zmagoslavja s Hitlerjem (igral ga je Norman Rodway), ki jih analizira. Nekateri vidijo muzikal Springtime for Hitler v komediji Mela Brooksa The Producers kot varljivo reprodukcijo Zmagoslavja, čeprav je Brooks to zanikal.
Film je vplival tudi na ameriško politiko. Avtor političnega oglasa za predsedniško kampanjo Nelsona Rockefellerja leta 1968 je priznal, da si je pri režiji pomagal s Zmagoslavjem.[8] Nekateri ameriški politični komentatorji so tudi primerjali konvencije republikancev in demokratov s Zmagoslavjem volje, čeprav so te ocene po navadi preveč fanatične.
Zmagoslavje volje je verjetno najkontroverznejši film vseh časov, hkrati zaničevan in občudovan. Povsem subjektivni »dokumentarec« je veličastna, filmsko inovativna in estetsko dovršena upodobitev nacističnega kongresa, ki jo je naročil sam Hitler. Režiserka je posnela dah jemajoč dokument Hitlerjeve hipnotične moči nad množicami in skoraj religiozno prikazala »Führerja« kot mistično personifikacijo sanj in idealov ljudstva.